# Йован Ружич
Йован Ружич (серб. Јован Ружић / Jovan Ružić, нар. 12 грудня 1898, Белград  — пом. 25 вересня 1973, там) — югославський футболіст, футбольний суддя і функціонер. Визначна фігура в історії югославського футболу в часи його становлення.
| Дата       | Місто     | Господарі      | Результат | Гості     | Турнір                        | Голи | Примітки |
| ---------- | --------- | -------------- | --------- | --------- | ----------------------------- | ---- | -------- |
| 28.08.1920 | Антверпен | Чехословаччина | 7 – 0     | Югославія | Олімпійські ігри – 1/8        | -    |          |
| 02.09.1920 | Антверпен | Югославія      | 2 – 4     | Єгипет    | Олімпійські ігри – за 8 місце | 1    |          |
| Усього     |           | Матчів         | 2         |           | Голів                         | 1    |          |

## Кар'єра судді
В 1921 році розпочав суддівську кар'єру. З 1925 і до 1947 року обслуговував матчі найвищого національного рівня — чемпіонату Югославії, кубку Югославії, кубку короля Олександра.
Судив 5 матчів на рівні національних збірних команд. Чотири з них випали на ігри Балканського кубку розіграшу 1929–1931 років, і один на товариський матч між збірними Румунії і Польщі в 1935 році.
Займався популяризацією футболу і спорту загалом. В 1957 році пішов на пенсію. Помер 25 вересня 1973 року у Белграді. 